# 熟女
熟女，从字面上理解，是指成熟的女性；概念接近中文的「中年女性」「中年女子」。
熟女一词是从日本傳播界流传过来的词汇，在日語中一般來說是指30歲以上的女性，至於輕熟女則是29歲以下的女子。傳到台灣後，則用來指超过40岁的女性；其著眼點在於年齡而非婚姻狀況，因此滿40歲以後的女子，無論是否已婚或離異，皆是熟女，並且，對台灣人而言，熟女沒有嚴格意義上的年齡上線，例如60歲的女子也可自稱熟女而非歐巴桑或阿嬤等稱呼。
由於許多女性對年齡敏感，而傳統的「中年」一詞過去是許多邁入30歲女性心中最忌諱的用語。如今許多女性，皆不喜人家稱自己是「中年」，而在台灣傳入熟女一詞之前，通常以女孩、小姐、阿姨、歐巴桑及阿嬤等名詞模糊稱呼不同年齡的女性，就年齡層而言，熟女與阿姨重疊，但稱呼阿姨對女性又有看起來比較老的意思，可能是女性欣然接受「熟女」或「輕熟女」的稱呼、甚至引以為傲的原因。
然而，熟女本身與知識水準、個人閱歷、行事風格、說話態度及工作能力都無關係，但受漫畫、動畫及各類影片的著墨，熟女常常被描繪成有不錯工作能力、溫柔、高雅等形象。

## 流行文化

### 韓劇
見熟女辛市長。

### ACG次文化
在華人ACG次文化中，會把一些的形象是成熟、世故、性感、較為強勢、能保護人的女性角色稱為熟女，因此也屬於萌屬性之一，年紀較御姊大，但又未到歐巴桑的年齡，一些動漫作品也有一些受歡迎的熟女角色。有時也指成熟漂亮的女孩子。